# جرسون بن سلمون
جرسون بن سلمون كاتلان (بالفرنسية: Gerson ben Solomon Catalan)‏ كاتب يهودي عاش في آرل في فرنسا في منتصف القرن الثالث عشر. ويُحتمل أنه تُوفي في بيربينيا بنهاية القرن الثالث عشر. ووفقًا لأبراهام زاكوتو وآخرين، أشاروا إلى أنه كان والد الحاخام ليفي بن جرشون.